# Rio Angra Toldo
O Rio Angra Toldo é um curso de água do arquipélago de São Tomé e Príncipe, localizado no distrito de Caué, ilha de São Tomé, corre para Este até encontrar o mar entre a Praia Micondo e a Praia Angobó, junto à Praia de Angra Toldo, próximo ao Ilhéu Catarino.